# Reseda paui
Espèce
Reseda paui est une espèce de plantes de la famille des Resedaceae. Elle est dédiée au botaniste espagnol Carlos Pau Español.

## Liste des sous-espèces
Selon Catalogue of Life (20 août 2015) :
- sous-espèce Reseda paui subsp. almijarensis E. Valdés-Bermejo & W. Kaercher
- sous-espèce Reseda paui subsp. paui

Selon The Plant List (20 août 2015) :
- sous-espèce Reseda paui subsp. almijarensis Valdés Berm. & Kaercher